# Moodswinger

Atac, ressonància i la combinació

Les posicions dels harmònics

El moodswinger és un instrument musical de corda creat per Iuri Landman.

## Afinació i harmònic

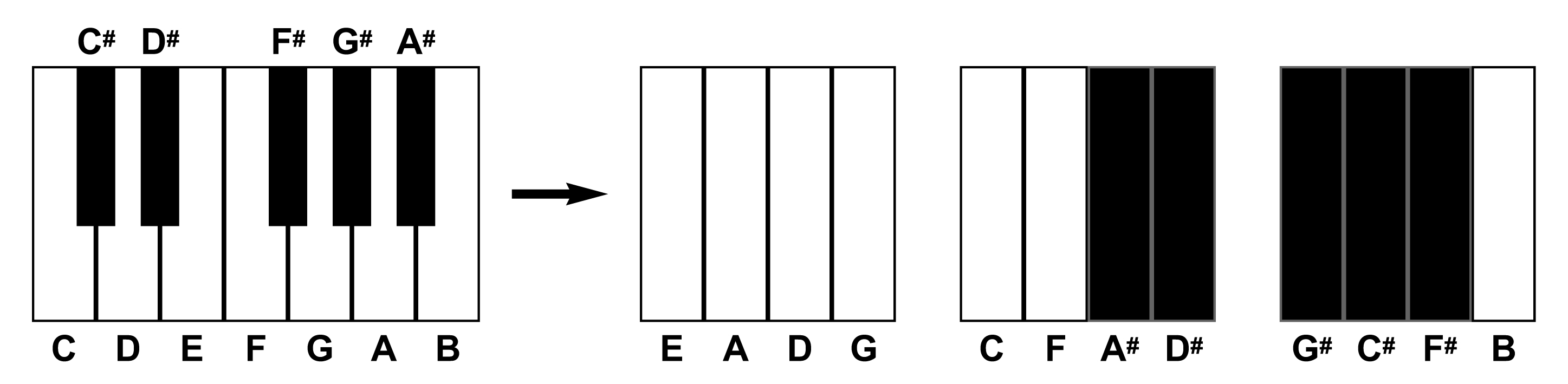
L'afinació de Moodswinger

L'afinació de Moodswinger és un cercle de quintes E-A-D-G-C-F-A#-D-G#-C#-F#-B.

## Harmònics
Les posicions dels harmònics: